# چالخ تپه۱
چالخ تپه۱ مربوط به سده‌های اولیه و میانه دوران‌های تاریخی پس از اسلام است و در شهرستان مراغه، بخش سراجو، دهستان قوری چای غربی، ۱۵ متری روستای مولو واقع شده و این اثر در تاریخ ۱۸ اسفند ۱۳۸۷ با شمارهٔ ثبت ۲۵۲۲۷ به‌عنوان یکی از آثار ملی ایران به ثبت رسیده است.